# 코마노
코마노(이탈리아어: Comano)는 이탈리아 토스카나주 마사카라라도에 있는 코무네다.